# Кох, Чарльз
Чарльз Кох (англ. Charles de Ganahl Koch, читается Коук /ˈkoʊk/, род. 1 ноября 1935, Уичито, Седжуик, Канзас, США) — американский предприниматель-миллиардер и филантроп; совладелец, председатель правления и директор компании Koch Industries. Его брат Дэвид Кох являлся его совладельцем и исполнительным вице-президентом компании. Братья унаследовали бизнес от своего отца, Фреда Коха, создателя нового метода производства бензина, и расширили его в 2600 раз по сравнению с изначальными показателями. Первоначально занимаясь исключительно химической и нефтяной промышленностью, современная Koch Industries занимается очень широким спектром направлений деятельности: от производства полимеров до экологических программ и скотоводства.
По данным Forbes за 2010 год, Koch Industries является второй частной компанией в США по объёму выручки. Чарльз Кох по состоянию на 2020 год значится под восемнадцатым номером в списке самых богатых людей мира по оценке Forbes с состоянием в 38,2 миллиарда долларов.
Кох также активно занимается благотворительностью и написал книгу о собственной философии ведения бизнеса.
В 1977 году в Сан-Франциско стал одним из основателей Института Катона.

## Политический спонсор
Братья Кох известны как крупные спонсоры консервативной идеологии в Республиканской партии. Так, лишь в 2012 году они потратили около 400 млн долларов для противодействия переизбранию Барака Обамы на пост президента США.